# José Israel Vargas
José Israel Vargas GCIH • GOMM (Paracatu, 9 de janeiro de 1928 – Belo Horizonte, 15 de maio de 2025) foi um professor, acadêmico e químico brasileiro. Teve sua carreira dedicada ao estudo das consequências físico-químicas das transformações nucleares em sólidos, interações hiperfinas e planejamento e modelagem de sistemas energéticos.

## Carreira acadêmica
Doutorou-se em 1959 pela Universidade de Cambridge, no Reino Unido. Foi professor catedrático de físico-química e química superior da Universidade Federal de Minas Gerais, instituição que em 1989 conferiu-lhe o título de professor emérito. Dirigiu grupo de pesquisas no centro de Estudos Nucleares de Grenoble, na França. Foi pesquisador titular do Centro Brasileiro de Pesquisas Físicas, vice-presidente da Academia Brasileira de Ciências e presidente da Academia de Ciências dos Países em Desenvolvimento.

## Carreira no setor público
Exerceu o cargo de secretário de Ciência e Tecnologia do Estado de Minas Gerais e, posteriormente, atuou no Ministério da Ciência e Tecnologia, onde coordenou iniciativas voltadas à expansão e consolidação da Rede Nacional de Ensino e Pesquisa (RNP). Contribuiu, ainda, para o fortalecimento da qualidade da produção científica e tecnológica nacional, por meio do aperfeiçoamento do Sistema Nacional da Propriedade Intelectual, bem como dos sistemas de Metrologia e Normatização. Ocupou o cargo de ministro da Ciência e Tecnologia do Brasil entre 1992 e 1999, durante os governos de Itamar Franco e Fernando Henrique Cardoso.

## Condecorações
Foi condecorado com a Grã Cruz da Ordem Nacional do Mérito Científico, é Grand Officier de la Légion d'Honneur e também Knight Commander da Ordem do Império Britânico. No dia 6 de dezembro de 2000 recebeu a Medalha de Honra da UFMG. No dia 12 de maio de 2015 recebeu o prêmio Bom Exemplo. O referido prêmio valoriza ações e trajetórias em cidadania, cultura, educação, esporte, inovação e meio ambiente e destaca a personalidade do ano. A iniciativa é uma parceria entre TV Globo Minas, Fundação Dom Cabral, Federação das Indústrias do Estado de Minas Gerais (Fiemg) e jornal O Tempo.
Em 1993, Vargas foi admitido pelo presidente Itamar Franco à Ordem do Mérito Militar no grau de Grande-Oficial especial. Em 1997, foi admitido já ao último grau da Ordem do Infante D. Henrique pelo presidente português Jorge Sampaio.